# Вечер на Украине
«Вечер на Украине» — картина русского художника Архипа Куинджи (1841/1842—1910), написанная в 1878 году (и частично переработанная в 1901 году). Картина является частью собрания Государственного Русского музея (инв. Ж-4190). Размер картины — 81 × 163 см.

## История и описание
Картина «Вечер на Украине» (под названием «Вечер») была впервые показана в 1878 году на 6-й выставке Товарищества передвижных художественных выставок («передвижников»), вместе с другой картиной художника — «Лес».
На картине изображён хутор, освещённый заревом южного заката. Композиция картины напоминает более раннюю картину Куинджи — «Украинскую ночь» (1876), только дома-мазанки освещены не луной, а лучами заходящего солнца, что подчёркивается использованием оттенков ярко-малинового цвета. Как и в других картинах этого периода, главная сила этой работы Куинджи — в попытке понять секреты освещения, игры света и тени.

## Отзывы
Искусствовед Владимир Петров писал в своей статье, посвящённой 150-летию со дня рождения Архипа Куинджи:
Чуждый «игривости», он сгущает и обобщает тона, интенсифицирует «светосилу» своих работ, используя колористические и технологические новации во имя «подключения» зрителя к действительной жизни света. Очень наглядно воплотились подобные стремления Куинджи и в картине «Вечер на Украине» (1878, частично переписана в 1901, ГРМ), в которой художник запечатлел ярко освещенные малиновым светом заката белые хаты и вишневые сады на склоне живописного холма.
В статье о творчестве Архипа Куинджи искусствовед Виталий Манин отмечал:
«Вечер на Украине» едва ли не самое показательное для творческого метода Куинджи произведение. Цвет сообщает изображению зачарованную недвижность, необычайный покой — будто неземного свойства. Декоративизм Куинджи проявился здесь обнаженно. Чтобы акцентировать эффект яркого освещения и истомленного замирания воздушной атмосферы, художник отбросил деталировку, которая в методе Шишкина, противоположном методу Куинджи, стала бы ключом к выявлению существа темы. Купы деревьев обобщены в тяжелые массы. Цвет так сгущен, что кажется темновидной тягучей массой.